# جان ولدمن
جان ولدمن (هلندی: John Veldman؛ زادهٔ ۲۴ فوریهٔ ۱۹۶۸) بازیکن فوتبال اهل هلند است.

## باشگاهی
از باشگاه‌هایی که در آن بازی کرده‌است می‌توان به آژاکس آمستردام، پی‌اس‌وی آیندهوون، اسپارتا روتردام، ویلم دوم، و ویتس‌آرنهم اشاره کرد.

## تیم ملی
وی همچنین در تیم ملی فوتبال هلند بازی کرده است.